# I. Murád oszmán szultán
I. Murád (Bursa?, 1319/1326. június 29. – Rigómező, 1389. június 15.), Oszmán Birodalom harmadik szultánja 1362-től haláláig. Hüdavendigâr-nak is nevezték, ami Isteni-t jelent [kiejtés: hüdávendigár]. Egyike volt a legnagyobb török hódítóknak és uralkodása korszakot alkot az oszmánok történetében.

## Élete

### Ifjúkora
Murád Orhán szultán második fiaként született 1326-ban (más források szerint 1319-ben), édesanyja Heléna bizánci hercegnő. Mivel bátyja, Szulejmán még Orhán előtt meghalt, így édesapja halálakor (1362-ben) Murád lett az Oszmán birodalom szultánja.

### Első hódítások
1363-ban elfoglalta Drinápoly városát és ide – tehát európai földre – helyezte át
székhelyét, majd meghódította Filippopolt. Hamarosan egész Trákia is a kezére került – V. János keletrómai császár hasztalan könyörgött a nyugat-európai fejedelmeknél segítségért.
1366 körül egyes portyázó török csapatok már a Balkán-hegységen is átnyomultak és egy magyar csapattal is megütköztek. Ez volt a magyarok és törökök első mérkőzése; a csata színhelyét és részleteit ugyan homály fedi, a diadal azonban – a Nagy Lajos által Mariazellbe küldött ajándékok után ítélve – a magyaroké volt. Viszont 1366-ban a szerb király Murád adófizetőjévé vált.[forrás?]

### A maricai csata és következményei
Mialatt Murád 1371-ben Kis-Ázsiában volt elfoglalva (a Karamán Emírség ellen harcolt[forrás?]), az egymással szövetkezett szerbek és oláhok Trákiába törtek.
A döntő ütközetre 1371. szeptember 26-án a Marica folyó mellett (a ma is "a szerbek veszedelme" nevű helyen) került sor. A törököket Murád alvezére, Lalaşahin bejler-bej vezette.[forrás?] A törökök teljesen szétverték a szerb sereget, a csatában  Vukašin Mrnjavčević  szerb despota is elesett. A vereség hatására Iván Sisman bolgár cár is meghódolt Murád előtt.
Az ütközet sorsdöntő jelentőségűnek bizonyult, a törökök végleg megvetették a lábukat a Balkán-félszigeten. A Šar-hegységtől délre eső szerb területek török kézre kerültek, a térség uralkodó-dinasztiái a szultán vazallusaivá váltak: adót fizettek és fegyveres csapatokkal tartoztak támogatni a hadjáratokban. 1373-ban V. János bizánci császár is követte Iván Sisman példáját és arra is kötelezte magát, hogy Murádot hadjárataiban segíteni fogja.

### Későbbi hadjáratai
Amikor Murád értesült arról, hogy I. Lázár szerb cár és I. Tvrtko bosnyák király szövetkeztek ellene, Lázár ellen vonult, akit Niš elfoglalása után évi adófizetésre kötelezett.
Lázár 1387-ben tett még egy kísérletet, hogy lerázza Szerbiáról a török igát, és Iván Sismannal szövetkezve Toplica környékén táján egy török csapatot csakugyan felkoncolt. Ez volt viszont a déli szlávoknak utolsó diadaluk.
Murád előbb Iván Sismanra tört, aki Nikápoly falai mögé bújt. Murád évi adófizetésre kötelezte és Szilisztrába török őrséget tett. Egy évvel később, 1388-ban Murád viszont véget vetett Bulgária függetlenségének, Iván Sismant pedig börtönbe záratta.

### Rigómező, Murád halála
Iván Sisman leverése után Lázár cár ellen fordult. Lázár segítségére Tvartko boszniai népe és – Garai Miklós nádor vezérlete alatt – néhány magyar csapat sietett. A döntő ütközetre a híres Rigómezőn („Kosovo Poljén”) került sor 1389. június 15-én. A rettenetes csata a törökök győzelmével ért véget – ebben nagy része volt Bajazid hercegnek. A diadalt azonban Murád már nem érhette meg: egy Kobilovics (Obilics) Milos nevű, hazáját fájlaló szerb ifjú a szultánt a csata előestéjén (vagy csata közben) leszúrta. A trónon fia, I. Bajazid követte.
Murád haláláról fia (Bajazid) a következőket írta:

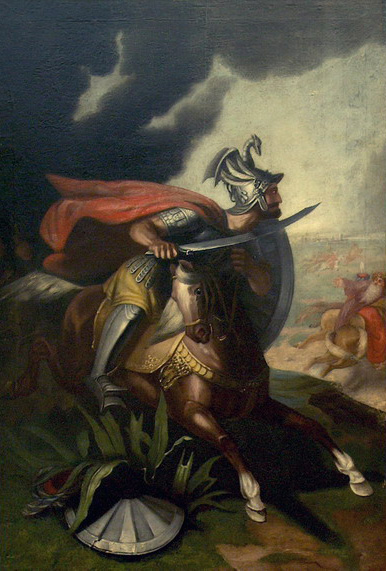
Aleksandar Dobrić: Miloš Obilić (1861)

„Amikor megérkezik hozzád a fermán [szultáni rendelet, oklevél], tudd meg, hogy amelyet Rigómezőn [1389] Isten akaratából atyám, Murád szultán, kinek élete boldog, s halála vértanúi volt, annak ellenére, hogy álmában történt látomása után arra kérte a magasságbelit, hogy adjon neki vértanúi véget, épen és egészségesen tért vissza a harcmezőről magasan az ég felé emelkedő sátrába; s ekkor, amikor a legnagyobb örömet éreztük, látván, hogy a bánok levágott fejei hogyan gurulnak a lovak patái alatt, s egyesek ott állnak összekötözött kézzel, mások pedig átvágott izmokkal – teljesen váratlanul egy bizonyos Milos Kopilics, aki ravaszságból és cselszövésből azt mondta, hogy felvette az iszlámot, arra kért bennünket, hogy vegyük be a győztes hadseregbe. Amikor megengedtük neki, hogy megcsókolja a fénylő nagyúr lábát, ahelyett, hogy ezt tette volna, elháríthatatlanul ruhájába elrejtett mérgezett kést szúrt a fénylő nagyúr dicső testébe, s súlyosan megsebezvén megitatta őt a mártírok serbetjével. Miután pedig az említett Milos ezt végrehajtotta, elfutott a katonák elől, akik úgy tündököltek, mint a fényes csillagok az égen, de beérték őt, és darabokra vágták. Mikor a történteket meghallottam, a vértanú seregéhez siettem, de már holtan találtam; ugyanakkor történt, hogy bátyám, Jakub bej eltávozott az örökkévalóságba. Atyám testét megbízható emberekkel elszállítottam, hogy Brusszában temessék el. Amikor megérkezik a holttest, temettesd el, de senkinek se beszélj a történtekről, sőt a nép előtt mutassátok a győzelem jeleit, hogy az ellenség semmit se vehessen észre.”

### Egyéb tettei
Az ő ideje alatt alakult ki a devşirm rendszer, ami alapján a janicsárokat keresztényekből képezték ki. Ugyancsak ő alapította a divánt, mint kormányzási formát. Uralkodása idején a birodalmat  két tartományra osztotta fel: Anatóliára (ázsiai rész) és Ruméliára (európai rész). A hadsereggel is hasonlóan járt el, létrehozva az anatóliai és a ruméliai hadtestet.[forrás?]